# Ptychogastria antarctica
Ptychogastria antarctica är en nässeldjursart som först beskrevs av Ernst Haeckel 1879.  Ptychogastria antarctica ingår i släktet Ptychogastria och familjen Ptychogastriidae. Inga underarter finns listade i Catalogue of Life.